# Coulonges (Charente)
Pour les articles homonymes, voir Coulonges.
Coulonges est une commune du Sud-Ouest de la France, située dans le département de la Charente (région Nouvelle-Aquitaine).

## Géographie

### Localisation et accès
Coulonges est une commune située à 21 km au nord d'Angoulême, entre la Charente et la forêt de Boixe, entre Mansle et Saint-Amant-de-Boixe.
Elle est à 8 km au sud-ouest de Mansle, 5 km au nord-ouest de Saint-Amant, chef-lieu de son canton, 6 km de Marcillac-Lanville et 9 km au sud d'Aigre.
À l'écart des grands axes routiers, cette petite commune est desservie par les D 32, D 88 et D 116 qui la relient aux communes voisines. La D 737, route d'Angoulême à Aigre, passe à 2,5 km au sud-ouest du bourg.
La gare la plus proche est celle de Luxé à 6 km, desservie par des TER à destination d'Angoulême, Poitiers et Bordeaux.

### Hameaux et lieux-dits
La commune ne comporte aucun hameau. Tout l'habitat est concentré au bourg.

### Communes limitrophes
| Ambérac     | Villognon |        |
| La Chapelle | Coulonges | Xambes |
|             | Vouharte  |        |

### Géologie et relief
Le sol de la commune, de nature karstique, est constitué de calcaire datant du Jurassique supérieur (Kimméridgien). Il constitue le plateau de la Boixe. Au nord-ouest du bourg, au lieu-dit les Combes, on trouve des colluvions sous forme de grèzes datant du quaternaire,,.
Le point culminant de la commune est à une altitude de 124 m, situé à l'extrémité sud, en limite des communes de Xambes et Vouharte. Le point le plus bas est à 53 m, situé sur la limite nord-ouest. Le bourg, construit sur une légère avancée dominant une petite combe, est à 85 m d'altitude.

### Hydrographie

#### Réseau hydrographique

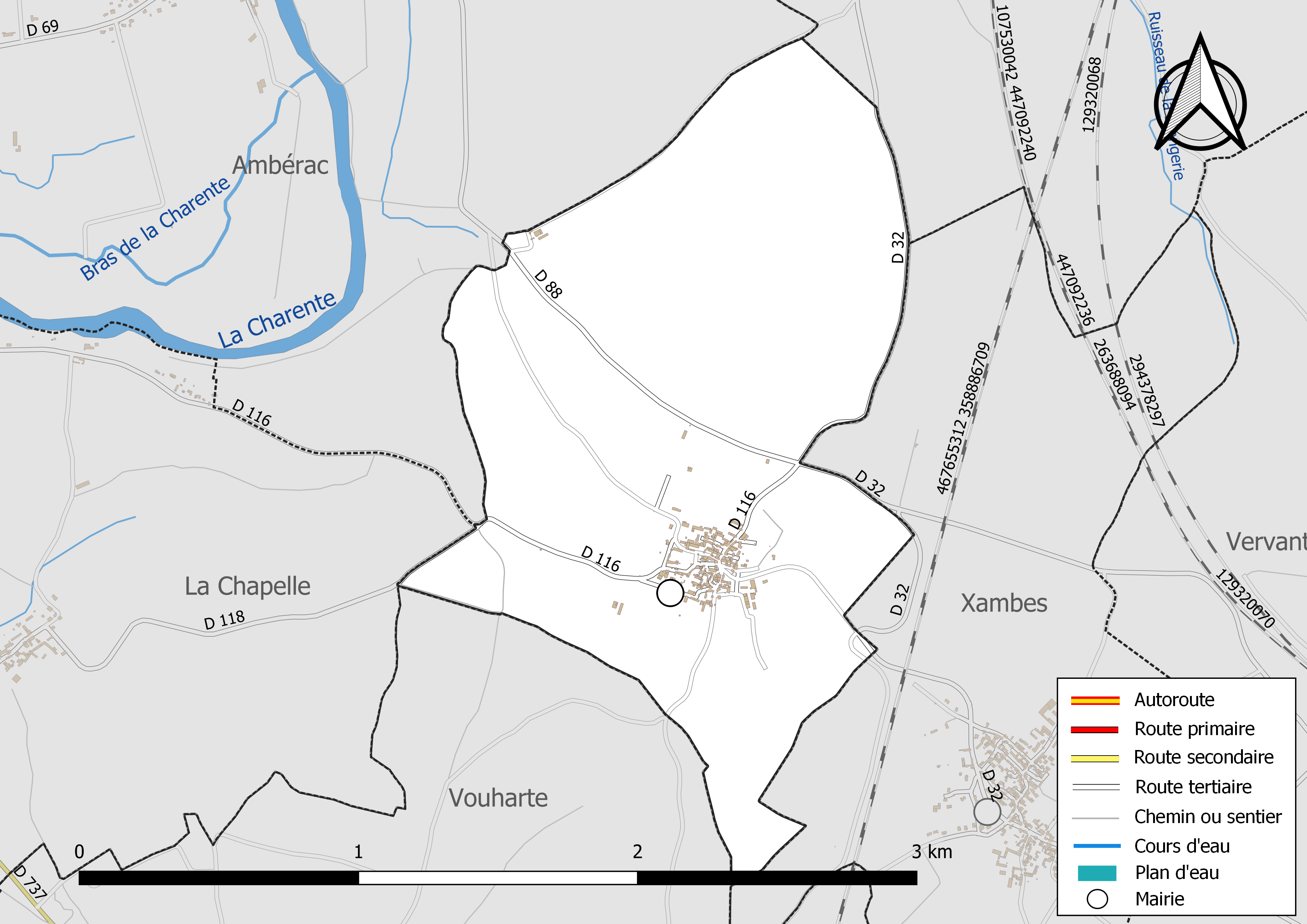
Réseaux hydrographique et routier de Coulonges.

La commune est située dans le bassin versant de la Charente au sein  du Bassin Adour-Garonne. Aucun cours d'eau permanent n'est répertorié sur la commune,. La Charente la contourne à l'ouest.
On trouve deux fontaines au pied du bourg, ainsi qu'une source en limite nord-ouest, à la Malbâtie, qui donne un ruisseau se jetant dans la Charente au bout de 300 m.

### Climat
Comme dans les trois quarts sud et ouest du département, le climat est océanique aquitain.

## Urbanisme

### Typologie
Au 1er janvier 2024, Coulonges est catégorisée commune rurale à habitat dispersé, selon la nouvelle grille communale de densité à 7 niveaux définie par l'Insee en 2022.
Elle est située hors unité urbaine. Par ailleurs la commune fait partie de l'aire d'attraction d'Angoulême, dont elle est une commune de la couronne,. Cette aire, qui regroupe 94 communes, est catégorisée dans les aires de 50 000 à moins de 200 000 habitants,.

### Occupation des sols
L'occupation des sols de la commune, telle qu'elle ressort de la base de données européenne d’occupation biophysique des sols Corine Land Cover (CLC), est marquée par l'importance des territoires agricoles (100 % en 2018), une proportion identique à celle de 1990 (100 %). La répartition détaillée en 2018 est la suivante : 
terres arables (87,1 %), zones agricoles hétérogènes (12,9 %). L'évolution de l’occupation des sols de la commune et de ses infrastructures peut être observée sur les différentes représentations cartographiques du territoire : la carte de Cassini (XVIIIe siècle), la carte d'état-major (1820-1866) et les cartes ou photos aériennes de l'IGN pour la période actuelle (1950 à aujourd'hui).

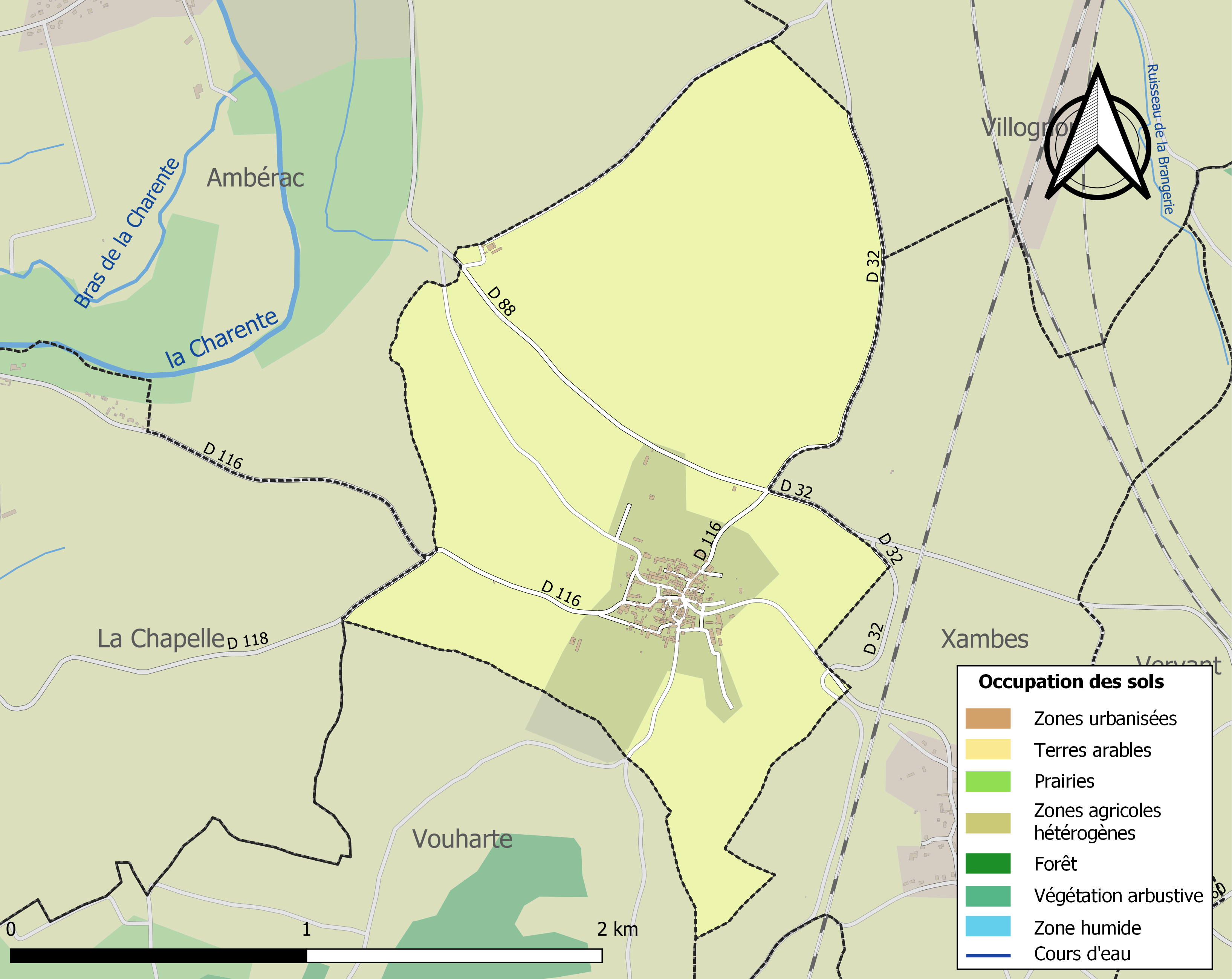
Carte des infrastructures et de l'occupation des sols de la commune en 2018 (CLC).

### Risques majeurs
Le territoire de la commune de Coulonges est vulnérable à différents aléas naturels : météorologiques (tempête, orage, neige, grand froid, canicule ou sécheresse), inondations et séisme (sismicité modérée). Un site publié par le BRGM permet d'évaluer simplement et rapidement les risques d'un bien localisé soit par son adresse soit par le numéro de sa parcelle.
Certaines parties du territoire communal sont susceptibles d’être affectées par le risque d’inondation par débordement de cours d'eau, notamment la Tardoire. La commune a été reconnue en état de catastrophe naturelle au titre des dommages causés par les inondations et coulées de boue survenues en 1982, 1983, 1999 et 2021,.

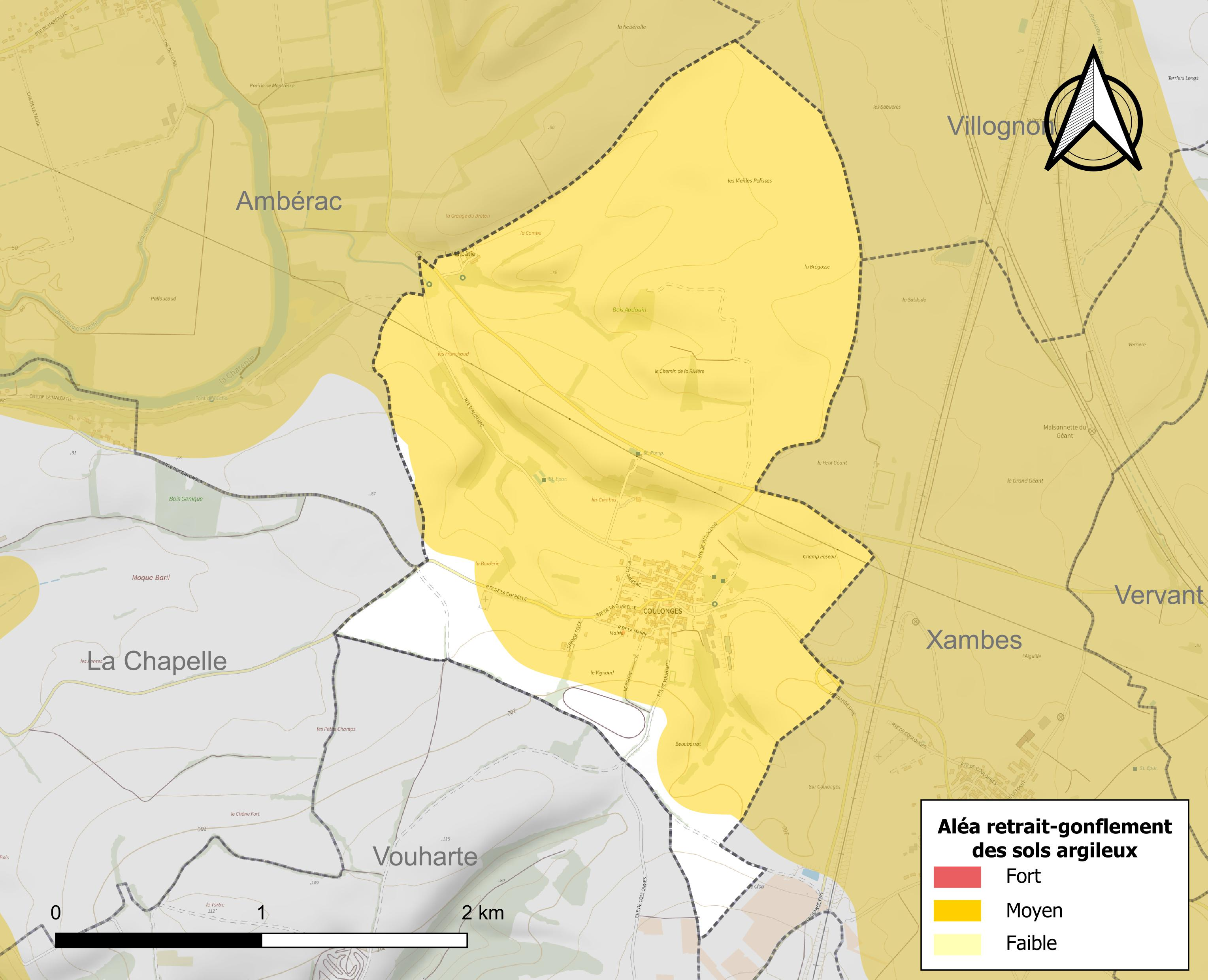
Carte des zones d'aléa retrait-gonflement des sols argileux de Coulonges.

Le retrait-gonflement des sols argileux est susceptible d'engendrer des dommages importants aux bâtiments en cas d’alternance de périodes de sécheresse et de pluie. 90,2 % de la superficie communale est en aléa moyen ou fort (67,4 % au niveau départemental et 48,5 % au niveau national). Sur les 74 bâtiments dénombrés sur la commune en 2019,  74 sont en aléa moyen ou fort, soit 100 %, à comparer aux 81 % au niveau départemental et 54 % au niveau national. Une cartographie de l'exposition du territoire national au retrait gonflement des sols argileux est disponible sur le site du BRGM,.
Par ailleurs, afin de mieux appréhender le risque d’affaissement de terrain, l'inventaire national des cavités souterraines permet de localiser celles situées sur la commune.
Concernant les mouvements de terrains, la commune a été reconnue en état de catastrophe naturelle au titre des dommages causés par des mouvements de terrain en 1999.

## Toponymie
Une forme ancienne est Colongiis en 1302. On trouve aussi Collonga (non daté).
Le nom Coulonges est dérivé du bas-latin colonica, employé par le poète latin et régional Ausone pour désigner des maisons de cultivateurs. Colonica désigna d'abord la maison du colon agraire, puis une maison de paysan en général. Une villa, à l'époque carolingienne, se divise en un certain nombre de fermes appelées colonies (colonica).
Coulonges est orthographié Coulonge sur la carte de Cassini (XVIIIe siècle).

## Histoire
Dans la paroisse de Coulonges se trouvait autrefois l'hébergement de la Cigogne, fief mouvant de Montignac à hommage lige, et tenu en 1474 par Aimar Prévost, par mariage avec Jeanne de Fougières.
Coulonges appartenait au territoire de Xambes et s'en est détaché en 1700 pour former une paroisse. Le culte dépendait encore au XIXe siècle de l'église de Xambes.

### Les Templiers
La commanderie des Templiers de Coulonges a été donnée au XIVe siècle à l'abbaye de Saint-Amant-de-Boixe.
Il reste l'ancienne chapelle du XIIe siècle. C'est l'actuelle église paroissiale Notre-Dame.

## Politique et administration
La commune de Coullonge a été créée en 1793, elle est devenue Coulonge en 1801 puis Coulonges
| Période                                  | Période  | Identité       | Étiquette | Qualité           |
| ---------------------------------------- | -------- | -------------- | --------- | ----------------- |
| 1989                                     | 2014     | Bruno Caffin   | SE        | Agriculteur       |
| 2014                                     | En cours | Alain Blanchon | SE        | Chef d'entreprise |
| Les données manquantes sont à compléter. |          |                |           |                   |

## Démographie

### Évolution démographique
L'évolution du nombre d'habitants est connue à travers les recensements de la population effectués dans la commune depuis 1793. Pour les communes de moins de 10 000 habitants, une enquête de recensement portant sur toute la population est réalisée tous les cinq ans, les populations de référence des années intermédiaires étant quant à elles estimées par interpolation ou extrapolation. Pour la commune, le premier recensement exhaustif entrant dans le cadre du nouveau dispositif a été réalisé en 2007.

En 2022, la commune comptait 121 habitants, en évolution de −14,18 % par rapport à 2016 (Charente : −0,48 %, France hors Mayotte : +2,11 %).
| 1793 | 1800 | 1806 | 1821 | 1831 | 1841 | 1846 | 1851 | 1856 |
| ---- | ---- | ---- | ---- | ---- | ---- | ---- | ---- | ---- |
| 320  | 324  | 334  | 361  | 335  | 325  | 331  | 349  | 298  |

| 1861 | 1866 | 1872 | 1876 | 1881 | 1886 | 1891 | 1896 | 1901 |
| ---- | ---- | ---- | ---- | ---- | ---- | ---- | ---- | ---- |
| 290  | 298  | 304  | 258  | 262  | 236  | 234  | 200  | 199  |

| 1906 | 1911 | 1921 | 1926 | 1931 | 1936 | 1946 | 1954 | 1962 |
| ---- | ---- | ---- | ---- | ---- | ---- | ---- | ---- | ---- |
| 206  | 203  | 175  | 185  | 159  | 176  | 162  | 181  | 200  |

| 1968 | 1975 | 1982 | 1990 | 1999 | 2006 | 2007 | 2012 | 2017 |
| ---- | ---- | ---- | ---- | ---- | ---- | ---- | ---- | ---- |
| 200  | 176  | 168  | 135  | 113  | 144  | 148  | 148  | 133  |

| 2022 | - | - | - | - | - | - | - | - |
| ---- | - | - | - | - | - | - | - | - |
| 121  | - | - | - | - | - | - | - | - |

### Pyramide des âges
La population de la commune est relativement âgée.
En 2018, le taux de personnes d'un âge inférieur à 30 ans s'élève à 28,5 %, soit en dessous de la moyenne départementale (30,2 %). À l'inverse, le taux de personnes d'âge supérieur à 60 ans est de 31,5 % la même année, alors qu'il est de 32,3 % au niveau départemental.
En 2018, la commune comptait 70 hommes pour 62 femmes, soit un taux de 53,03 % d'hommes, largement supérieur au taux départemental (48,41 %).
Les pyramides des âges de la commune et du département s'établissent comme suit.
| Hommes | Classe d’âge | Femmes |
| ------ | ------------ | ------ |
| 0,0    | 90 ou +      | 1,6    |
| 11,3   | 75-89 ans    | 14,5   |
| 15,5   | 60-74 ans    | 21,0   |
| 21,1   | 45-59 ans    | 17,7   |
| 19,7   | 30-44 ans    | 21,0   |
| 9,9    | 15-29 ans    | 14,5   |
| 22,5   | 0-14 ans     | 9,7    |

| Hommes | Classe d’âge | Femmes |
| ------ | ------------ | ------ |
| 1      | 90 ou +      | 2,7    |
| 9,2    | 75-89 ans    | 12     |
| 20,6   | 60-74 ans    | 21,3   |
| 20,7   | 45-59 ans    | 20,3   |
| 16,8   | 30-44 ans    | 16     |
| 15,6   | 15-29 ans    | 13,4   |
| 16,1   | 0-14 ans     | 14,3   |

## Économie

### Agriculture

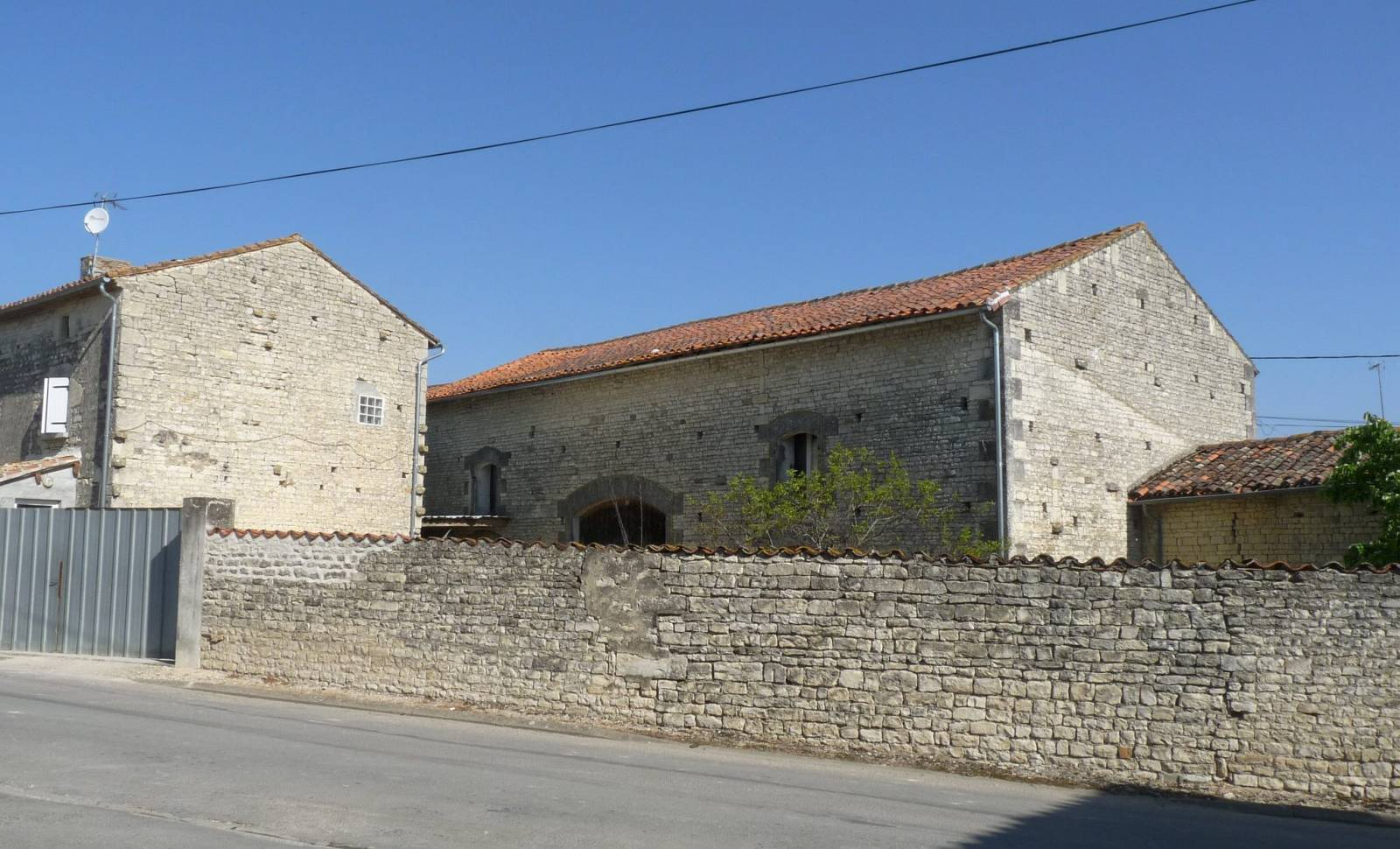
Ferme au bourg.

L'agriculture est principalement céréalière. La viticulture est inexistante dans la commune. Celle-ci est cependant classée dans les Fins Bois, dans la zone d'appellation d'origine contrôlée du cognac.

## Culture locale et patrimoine

### Lieux et monuments
Il reste l'ancienne chapelle du XIIe siècle de la commanderie des Templiers de Coulonges. C'est l'actuelle église paroissiale Notre-Dame.

Église Notre-Dame de Coulonges
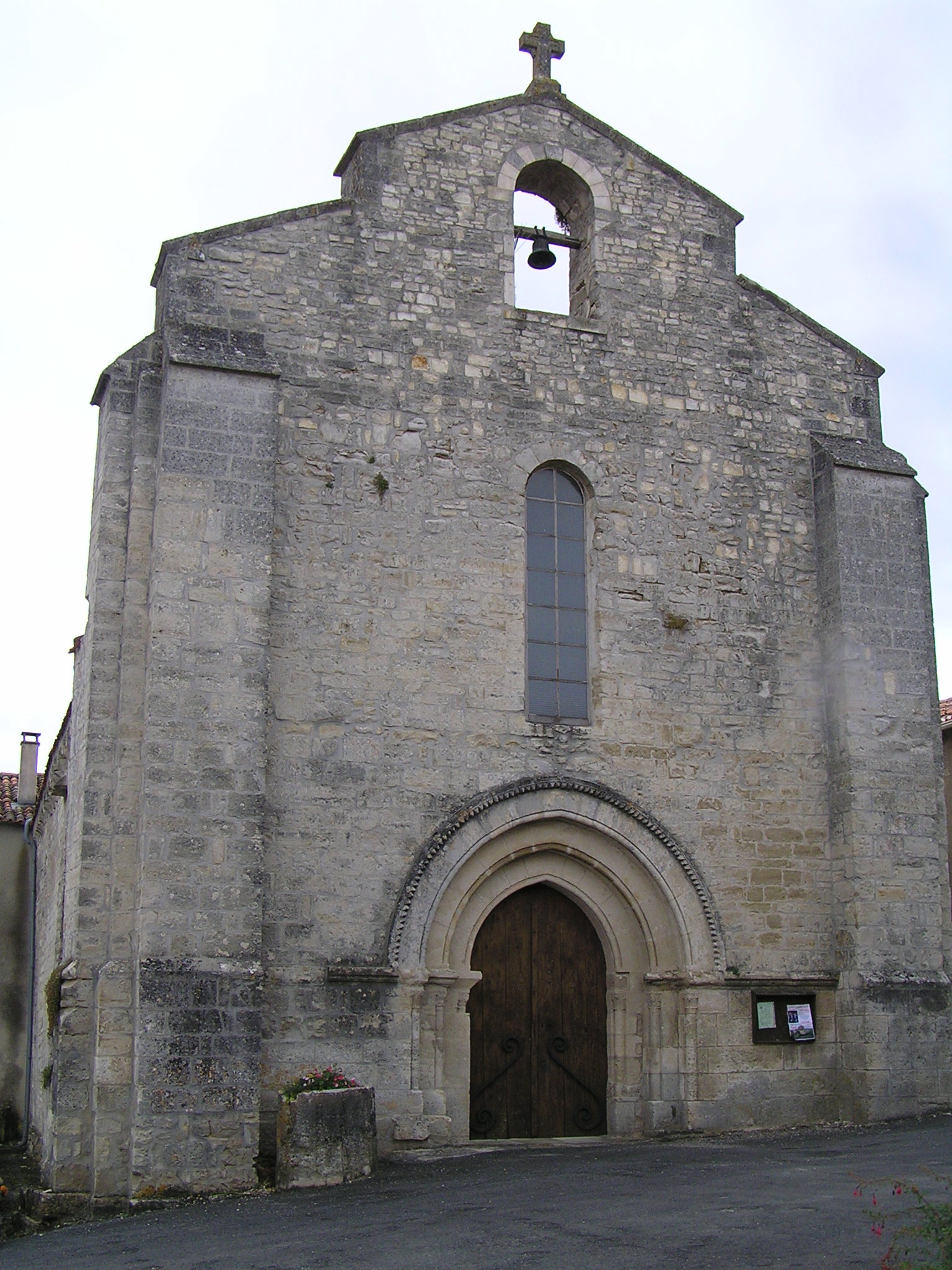
La façade et le clocher-mur.
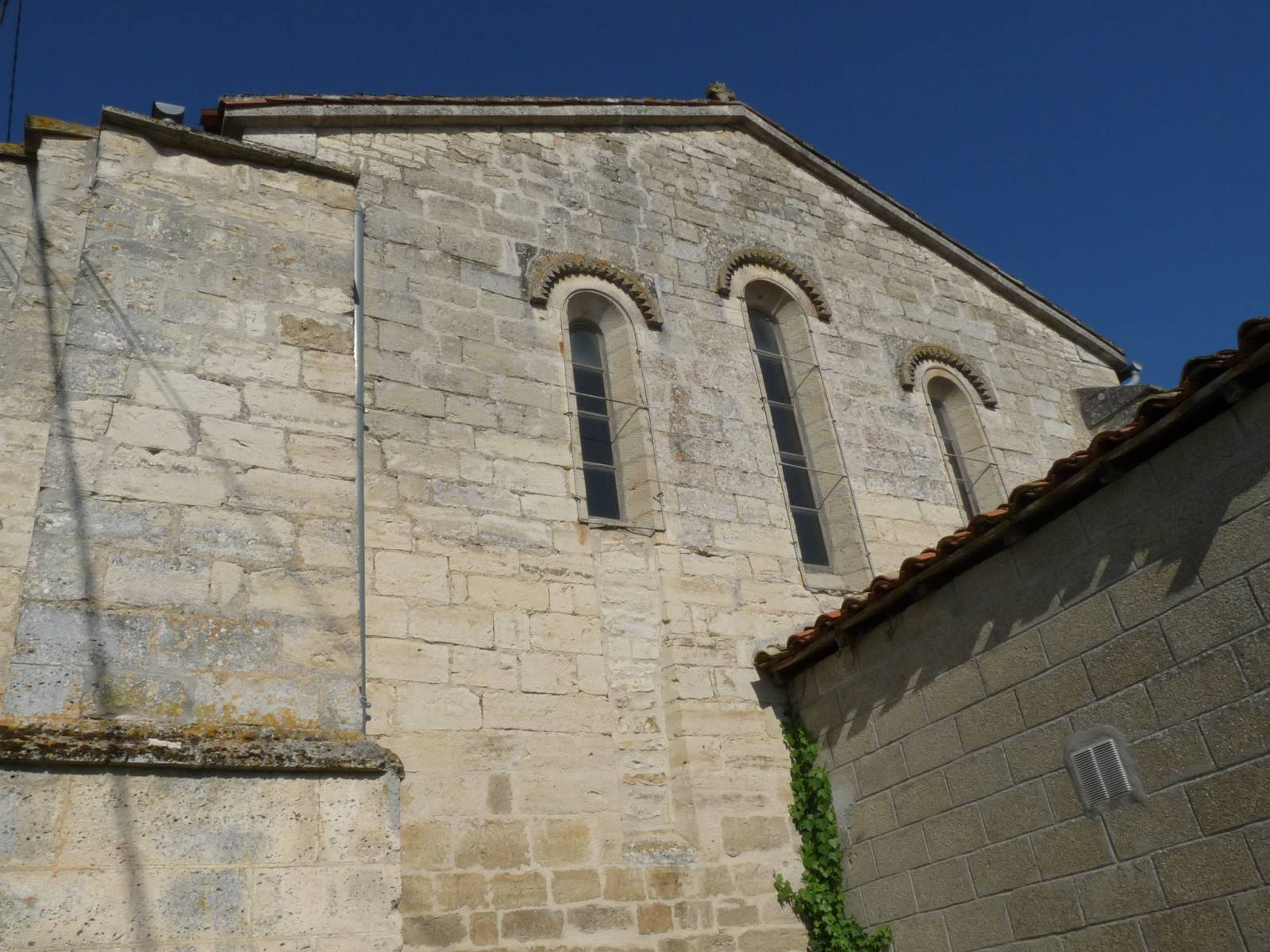
L'arrière.